# Software terță parte
Software terță parte este o aplicație software creată de un dezvoltator (companie sau individ) diferită de producătorul dispozitivului și/sau al sistemului de operare al acestuia. Aplicațiile terță parte sunt denumite uneori aplicații pentru dezvoltatori, deoarece multe sunt create de dezvoltatori independenți sau companii de dezvoltare de aplicații.
Aplicațiile de la terți pot fi programe de sine stătătoare sau pot fi un plugin sau addon care adaugă funcționalitate unui program existent. Majoritatea aplicațiilor de terță parte sunt programe de sine stătătoare. Pe un sistem obișnuit, aplicațiile autonome ale terților includ zeci de programe. Exemple sunt browsere web precum Firefox, Opera, Safari, clienți de e-mail precum Thunderbird, programe antivirus, firewall, multimedia. Practic orice program care nu este scris de Microsoft, Apple sau Linux, dar făcut să funcționeze pe aceste sisteme, se încadrează în această categorie. Pentru a limita capacitatea unei terțe părți de a scrie un plugin sau un addon, companiile nu pun codul sursă al sistemelor de operare proprietare la dispoziția publicului. Unele servicii sau aplicații interzic utilizarea de aplicații terță parte din motive de securitate. 
Plugin-urile oferă funcționalitate suplimentară unui program principal. Exemple includ pluginuri de criptare pentru aplicații de e-mail, multimedia pentru browsere web pentru a viziona filme și conținut Flash, sau plugin-uri care citesc anumite tipuri de fișiere, cum ar fi Adobe Acrobat utilizat pentru fișierele PDF.
Termenul terță parte poate fi utilizat în mai multe situații. Fiecare situație creează o semnificație diferită a termenului.
- Aplicații create pentru magazinele oficiale de aplicații de către furnizori, alții decât Google (Google Play) sau Apple (App Store). O aplicație pentru Facebook sau Snapchat, este considerată o aplicație terță parte.
- Aplicații oferite prin intermediul unor site-uri de aplicații neoficiale ale unor terțe părți. Aceste site-uri de aplicații sunt create de terțe părți care nu sunt afiliate la dispozitiv sau la sistemul de operare și toate aplicațiile furnizate sunt aplicații terță parte.
- Aplicație care se conectează cu un alt serviciu (sau cu aplicația sa) pentru a oferi funcții îmbunătățite, sau informații despre profil de acces. Acest tip de aplicație terță parte nu este descărcat în mod necesar, dar i se permite accesul la informații potențial sensibile prin conexiunea la celălalt serviciu/aplicație.[3]